# Тьа

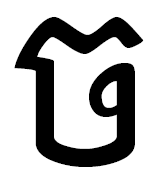

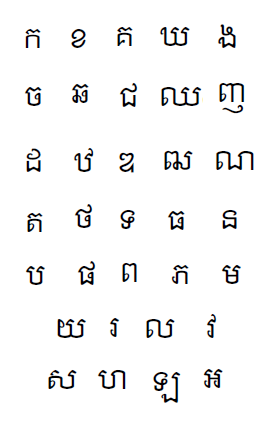

Тьа, аккара тьа — шестая буква кхмерского алфавита, графически близка букве тха веак тыбуон (17-я буква), обозначает глухую альвеолярно-палатальную аффрикату (ʨ).
В сингальском пали соответствует букве чаянна — , в бирманском пали соответствует букве салоун, в тайском пали — тьотьан (จ).

## Аккхаравитхи (грамматика)
- Ть — словообразовательный префикс.